# Лучинув (Зволенський повіт)
Лучинув (пол. Łuczynów) — село в Польщі, у гміні Полічна Зволенського повіту Мазовецького воєводства.
Населення — 97 осіб (2011).
У 1975-1998 роках село належало до Радомського воєводства.

## Демографія
Демографічна структура станом на 31 березня 2011 року:
|          | Загалом | Допрацездатний вік | Працездатний вік | Постпрацездатний вік |
| -------- | ------- | ------------------ | ---------------- | -------------------- |
| Чоловіки | 43      | 6                  | 33               | 4                    |
| Жінки    | 54      | 7                  | 31               | 16                   |
| Разом    | 97      | 13                 | 64               | 20                   |